# Hubert Eugène Bader
Hubert Eugène Bader (1902-1936). Administrador Colonial Británico. S. M. Jorge VI le designó Administrador de Antigua y Barbuda en 1936, pero falleció, por lo que solo estuvo en el cargo unos meses.
| Predecesor: Sir Thomas Reginald St. Johnston | Administrador de Antigua y Barbuda 1836 | Sucesor: James Dundas Harford |

- Datos: Q5904004